# Pueblo burji
El pueblo burji también es conocido como buryi, amara-burji o bambala. El idioma burji es un subgrupo menor de las lenguas cusitas orientales. Habitan al sur de Etiopía (120.000 personas) y al norte de Kenia (39.000). Emigraron de Liban (Eritrea) en el siglo XVI donde vivían emparentados con el pueblo amhara y el pueblo sidamo. En la tradición espiritual burji la entidad o deidad superior lleva por nombre Bambele. El islam sunita es mayoritario entre su población.

## Territorio
Unos 39.000 miembros del pueblo burji están esparcidos por Kenia, especialmente en  Moyale, Marsabit y Nairobi, donde se han convertido en la potencia económica de la provincia superior oriental de Kenia. Gara Burji es otro asentamiento importante donde existe un woreda, organización administrativa keniata que permite el autogobierno. En Etiopía se estima la presencia de 120.000 burji distribuidos en la zona meridional, con especial concentración en Moyale, Yaballo, Agar Maram, Mega e Hiddi Lola, Awassa y Adís Abeba.

## Historia
Son originario de la región de Liban, actualmente en el centro-sur de Eritrea del que emigraron al sur en dirección del lago Chamo (Etiopía), alrededor del siglo XVI. Tras su inclusión en el imperio etíope sobre el año 1900, algunos burji decidieron trasladarse aún más al sur hasta ocupar la región de Marsabit, al norte de Kenia.
Se cree los burji fueron parte de los pueblos amhara de Etiopía. Opinión que se fundamenta en la similitud entre los nombres, (amara – amhara) y por cierta afinidad lingüística entre el idioma burji y el sidama que está relacionado con amhara. El idioma burji tiene más del 41% de similitud léxica con el sidama.
Se asentaron como agricultores en la localidad de Gara Burji, al sur del lago Chamo. Sus tierras se ubicaron al este del río Galana Amara y al sureste del lago Abaya. Limitaban al otro lado del río Galana Amara con los konso, al norte con los darasa y al sur – sureste con el pueblo boran.
Fueron invadidos en varias ocasiones por grupos del pueblo oromo, de los que recibieron influencias culturales y tomaron algunas tradiciones como el sistema Gada.

## Economía
La mayor fuente de recursos es la agricultura que a su vez impulsó una forma de vida sedentaria. La misma evolucionó y dio pie a explotaciones ganaderas y comerciales en algunas comunidades.